# 北京市上地实验学校
北京市上地实验学校位于中关村上地信息产业高科技园区，是一所公办九年一贯制学校。学校创建于1998年7月8日，由北京市第一零一中学承办，现任校长由北京一零一中校长熊永昌兼任。

## 历史

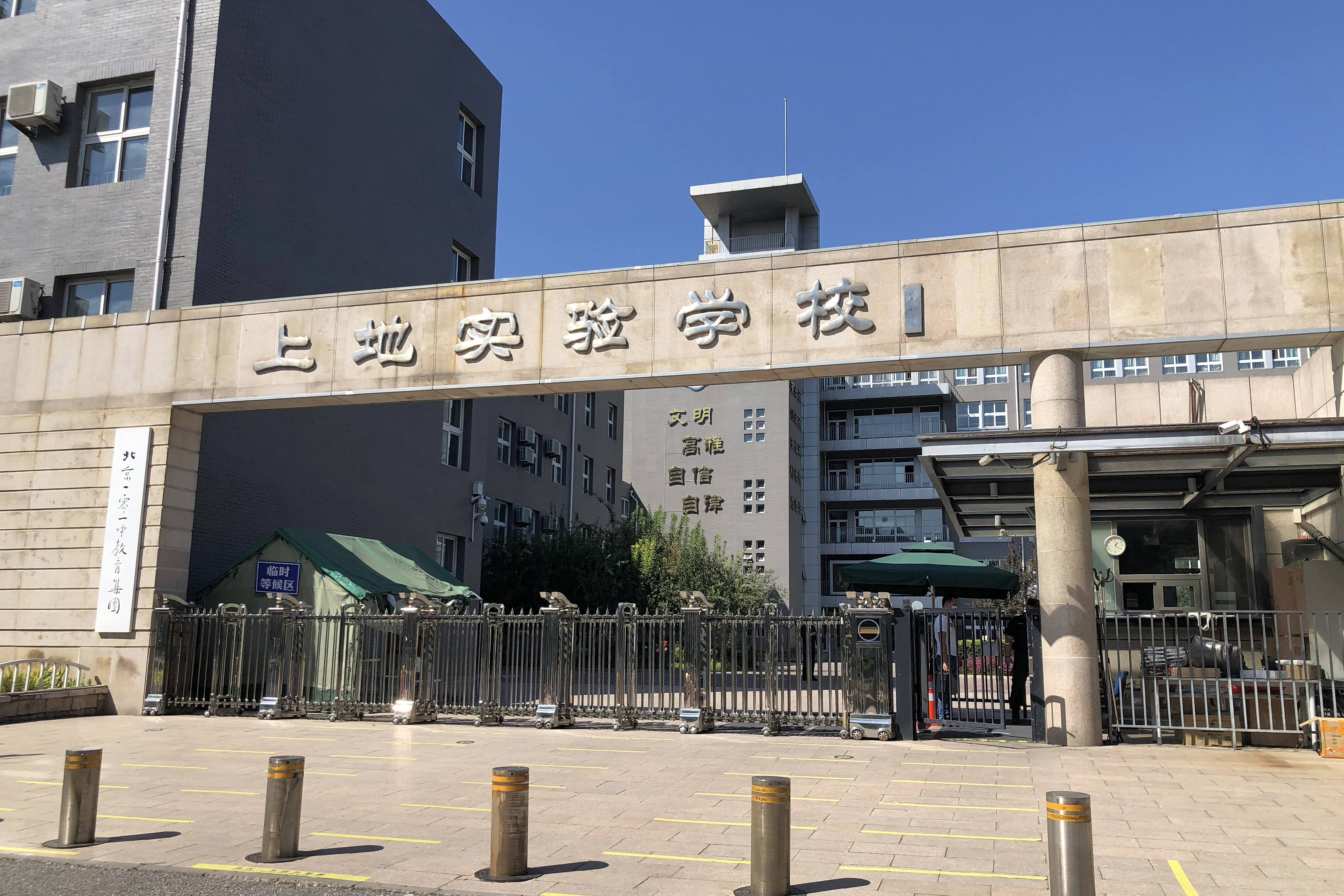
2008年建设的第二代校门

上地实验学校成立于1998年7月8日，为北京一零一中与实创高科技发展总公司共同创办的体制改革试点（公办民助）初中校，2009年末由体制改革试点校转为公办校，加挂“北京一零一中上地校区”牌子，但此举一度引发学生争议，此后对外仍称“上地实验学校”。
2020年9月起，上地实验学校增设小学部，成为九年一贯制学校。
2023年10月，位于校园西北角的小学部新教学楼建成，小学部正式迁入新建楼办学。